# Тихий поединок
«Тихий поединок» (яп. 静かなる決闘 сидзуканару кэтто, Shizukanaru Ketto) , также известен как «Тихая дуэль», «Молчаливый поединок», «Тайная дуэль» — японский художественный фильм Акиры Куросавы, вышедший в прокат в 1949 году. Главную роль исполняет Тосиро Мифунэ. Он играет военного хирурга, который заразился сифилисом при операции раненого сифилитика, считает невозможным излечиться от своей болезни и принимает решение навеки расстаться с любимой невестой.

## История создания
«Тихий поединок» — единственный фильм Куросавы, поставленный по современной японской пьесе (автора Кадзуо Кикуты). По словам Куросавы, он увидел её в театре и решил, что «она хороша для Мифунэ. Он побывал гангстером, а теперь может стать врачом». Первоначальный замысел режиссёра предполагал, что главный герой сходит с ума от сифилиса. Но когда Куросава послал сценарий в цензуру, ему было заявлено, что он может «напугать больных сифилисом, и они перестанут обращаться за медицинской помощью». Тогда Куросава отказался от задуманного финала и «решил ввести линию трагической любви».
Современная пьеса в качестве сценария была избрана потому, что Куросава ставил фильм не на крупной студии Toho, а на студии Daiei, поэтому фильм нуждался в дополнительной рекламе перед выходом в прокат.

## Сюжет
Во время войны молодой врач Кёдзи Фудзисаки (Тосиро Мифунэ) случайно заразился сифилисом, порезавшись во время операции. Спустя несколько лет он возвращается домой, успешно работает в небольшой клинике своего отца и завоёвывает репутацию благородного и доброго человека, однако без видимых причин отказывается жениться на девушке, которая ждала его шесть лет (Мики Сандзё). Он скрывает свою болезнь и тайно лечится, понимая, что если он признаётся во всем своей невесте, Мисао пообещает ждать сколь угодно долго, а лечение может занять более пяти лет. Мисао уже исполнилось двадцать семь, поэтому Кёдзи, не желая «калечить ей жизнь», вынуждает Мисао выйти замуж за другого.
Однажды Кёдзи случайно встречает Сусуму Накаду (Кэндзиро Уэмура) — человека, заразившего его сифилисом. Врач с ужасом узнаёт, что Накада наплевательски относится к лечению и пренебрегает опасностью, которую представляет для окружающих людей; более того, жена Накады, Такико, беременна. Очевидно, она также заражена сифилисом. Когда Такико, узнав о случившемся и увидев, что муж ни в чём себя не винит, уходит от Накады, тот обвиняет Кёдзи в развале семьи. Однако болезнь действует на его мозг, поэтому Накада сходит с ума. Такико рожает мёртвого ребёнка.

## В ролях
- Тосиро Мифунэ — Кёдзи Фудзисаки (яп. 藤崎恭二)
- Мики Сандзё — Мисао Мацумото (яп. 松本美佐緒)
- Такаси Симура — Коносукэ Фудзисаки (яп. 藤崎孝之輔)
- Кэндзиро Уэмура — Сусуму Накада (яп. 中田進)
- Тиэко Накакита — Такико Накада (яп. 中田多樹子)
- Норико Сэнгоку — Руи Минэгуси (яп. 峯岸るい)
- Хироко Матида — медсестра Имаи (яп. 看護婦今井)

В 1950 году Такаси Симура получил премию «Майнити» лучшему актёру за роли в фильме «Тихий поединок» и другой картине Куросавы «Бездомный пёс».